# Qoryale
Qoryale est une commune de la région de Togdheer dans le Somaliland au Nord de la Somalie. Elle est le siège du district de Qoryaale.